# Муллаян Халіков
Муллаян Давлетшинович Халіков (Мулладжан Давлетшенович, башк. Муллайән Дәүләтша улы Халиҡов; нар. 4 лютого 1894, Староактау, Каранська сільська рада, Буздяцький район, Башкортостан — пом. 23 вересня 1937, Москва, Російська РФСР, СРСР) — державний і громадський діяч, учасник і один з лідерів Башкирського національного руху, народний комісар освіти і соціального забезпечення, голова Ради Народних Комісарів Башкирської АРСР (1921—1925).

## Біографія
Муллаян Халіков народився 4 лютого 1894 року третьою дитиною в сім'ї башкира-вотчинника, в селі Актау Белебеївського повіту Уфимської губернії (нині село Староактау Буздяцького району Башкортостану). Башкир за національністю.
Закінчивши медресе «Мухаммадія» у місті Троїцьке. З відзнакою закінчив семінарію в тому ж місті, і в 1915 році був направлений на роботу вчителем школи міста Орська. Після Лютневої революції Халіков обирається делегатом Першого Всебашкирского з'їзду (курултаю), що відбувся в липні 1917 року в Караван-Сараї, і другого Всебашкирського з'їзду, що відбувся в серпні в місті Уфа. Після другого з'їзду обирається Башкирське центральне шуро, до складу якого увійшов і Муллаян Халіков.
Черговий всебашкирський з'їзд, що відбувся наприкінці 1917 року затвердив це рішення і створив національний уряд, а Халіков став членом уряду. Він встановив контакти з Комітетом членів Установчих зборів в Самарі - єдиним на той час легітимним верховним органом влади в Росії. Закі Валіді з Комучем підтримували постійний зв'язок через Муллаяна Халікова, направленого до Самари представником Башкирського уряду. Самарські засновилівці позитивно поставилися до ідеї самовизначення Башкирської Республіки і у вересні 1918 року оголосили про визнання Башкирської Республіки, підписали договір між башкирським урядом і Комітетом членів Установчих зборів. Після взяття Уфи Червоною Армією, Муллаян Халіков 30 січня 1919 року прибув туди як представник Башкирського уряду, вів переговори з губернським ревкомом про перехід башкирських частин на бік Рад. Уфимський губернський ревком інформував Центр про початок цих переговорів. У відповідь В. І. Ленін та Й. В. Сталін в лютому телеграфували в Уфу: «пропонуємо не відштовхувати Халікова, погодитися на амністію за умови створення єдиного фронту з башкирськими полками проти Олександра Колчака».

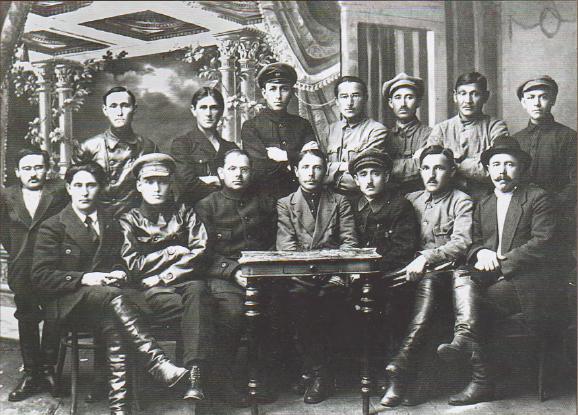
Члени Башкирського уряду. Муллаян Халіков-3-й праворуч серед сидячих

У 1919 році Халіков вступив до лав РКП(б), а в 1919 році став членом Башревкому. 20 березня 1919 року в Москві підписано Угоду центральної Радянської влади з башкирським урядом про радянську автономну Башкиріїю. З боку радянського центру документ підписували від імені РНК РРФСР В. І. Ленін, в. о. голови ВЦВК М. Ф. Владимирський, народний комісар у справах національностей Й. В. Сталін, секретар ВЦВК А. Єнукідзе, а з боку Башкортостану-голова Башкирського уряду Мухаметхан Кулаєв, член Башкирської Центральної Ради М. Халіков і ад'ютант командувача башкирськими військами Абдрашит Бікбавов. До складу Башревкому були введені Муллаян Халіков та Харіс Юмагулов. У 1920—1921 роках Халікова призначають головою Там'ян-Катайського кантревкома, з 1921 року він працював в уряді заступником Голови Комітету з трудової повинності, наркомом соціального забезпечення і наркомом освіти Башкирської Республіки.
У липні 1921 року Муллаян Халіков обраний головою Ради Народних Комісарів Башкирської АРСР. З ініціативи Халікова уряд клопотав про звільнення Башкирії від продподатку, зарахування її до місцевостей, оголошених голодуючими, надання продовольчої та фінансової допомоги. Башкирська АРСР рішенням радянського уряду була віднесена до числа голодуючих районів, які потребують надзвичайної допомоги, і звільнена від продовольчого податку. 9 серпня 1921 року створена Башкирська обласна комісія допомоги голодуючим. Вона організовувала безкоштовне харчування непрацездатного населення, громадські роботи для тих, хто міг працювати. Башкирський уряд робив відчайдушні зусилля із забезпечення селянських господарств насінням для організації посіву 1922 році, від якого залежало життя жителів краю Влада направила своїх представників до сусідніх губерній для збору добровільних пожертвувань. У ці трагічні дні на допомогу голодуючому населенню прийшов американський народ. В США була створена спеціальна організація — Американська адміністрація допомоги (АРА). Вона відкрила в Башкортостані притулки для сиріт, їдальні, у великій кількості доставляла продовольство, медикаменти, одяг і взуття. Але незабаром за рішенням радянської влади, діяльність організації була припинена.
Також перед башкирським урядом належало завдання територіального розширення Республіки на основі колишніх Башкирських кантонів. В ході довгих переговорів з радянським центром, Республіці вдалося повернути більшу частину башкирських земель, крім того Халіков просив у Москви повернення територій в районі міст Златоуст, Оренбург і гори Магнітна (нині місто Магнітогорськ), Мензелінський повіт тощо.
У 1925 році Муллаян Халіков був відкликаний до Москви, де працював у правлінні Россільгоспбанку, в колегії Наркомфіну РРФСР, в управлінні народногосподарського обліку РРФСР. Після вимушеного переїзду в Москву, Муллаян Давлетшинович дуже вболівав за земляків, які проживали у західних і північно-західних районах Башкортостану. Його турбувало, що він своєчасно не зміг надати даному регіону допомогу з кадрової політики. Газети продовжували виходити тільки татарською мовою, навчання в школа також велося тільки цією мовою. 20 червня 1937 року Халіков був заарештований за звинуваченням в участі в антирадянській націоналістичній організації і був репресований, а 23 вересня того ж року розстріляний. Реабілітований у 1958 році.

## Пам'ять
- В рамках святкування 90-річчя проголошення радянської автономії Башкортостану, в колишній його столиці, в місті Стерлітамак 24 березня 2009 року відбулося урочисте відкриття меморіальної дошки Муллаяну Халікову[6].

## Примітка
1. ↑  Жертвы политического террора в СССР. Архів оригіналу за 11 лютого 2021. Процитовано 30 квітня 2021.
2. 1 2  Шарипов Ф. Башкирский самородок: К 115-летию со дня рождения видного государственного и политического деятеля М. Д. Халикова // Ватандаш. — 2008. — № 10 (25 березня). — ISSN 1683-3554. Архівовано з джерела 4 травня 2018. Процитовано 30 квітня 2021.
3. ↑  Фонд Муллаяна Халикова стремится восстановить историческую справедливость. Архів оригіналу за 24 жовтня 2018. Процитовано 30 квітня 2021.
4. ↑  Башкирский самородок. Архів оригіналу за 4 березня 2016. Процитовано 30 квітня 2021.
5. ↑  Халиков Муллаян Давлетшинович. Архів оригіналу за 30 квітня 2021. Процитовано 30 квітня 2021.
6. ↑  Портал г. Стерлитамак. Архів оригіналу за 5 березня 2016. Процитовано 30 квітня 2021.

### Відеозапис
- Личность в башкирской истории: Муллаян Халиков на YouTube
- Преемник Валидова на YouTube
- Северо-запад в борьбе за автономию на YouTube